# Metro w Belo Horizonte

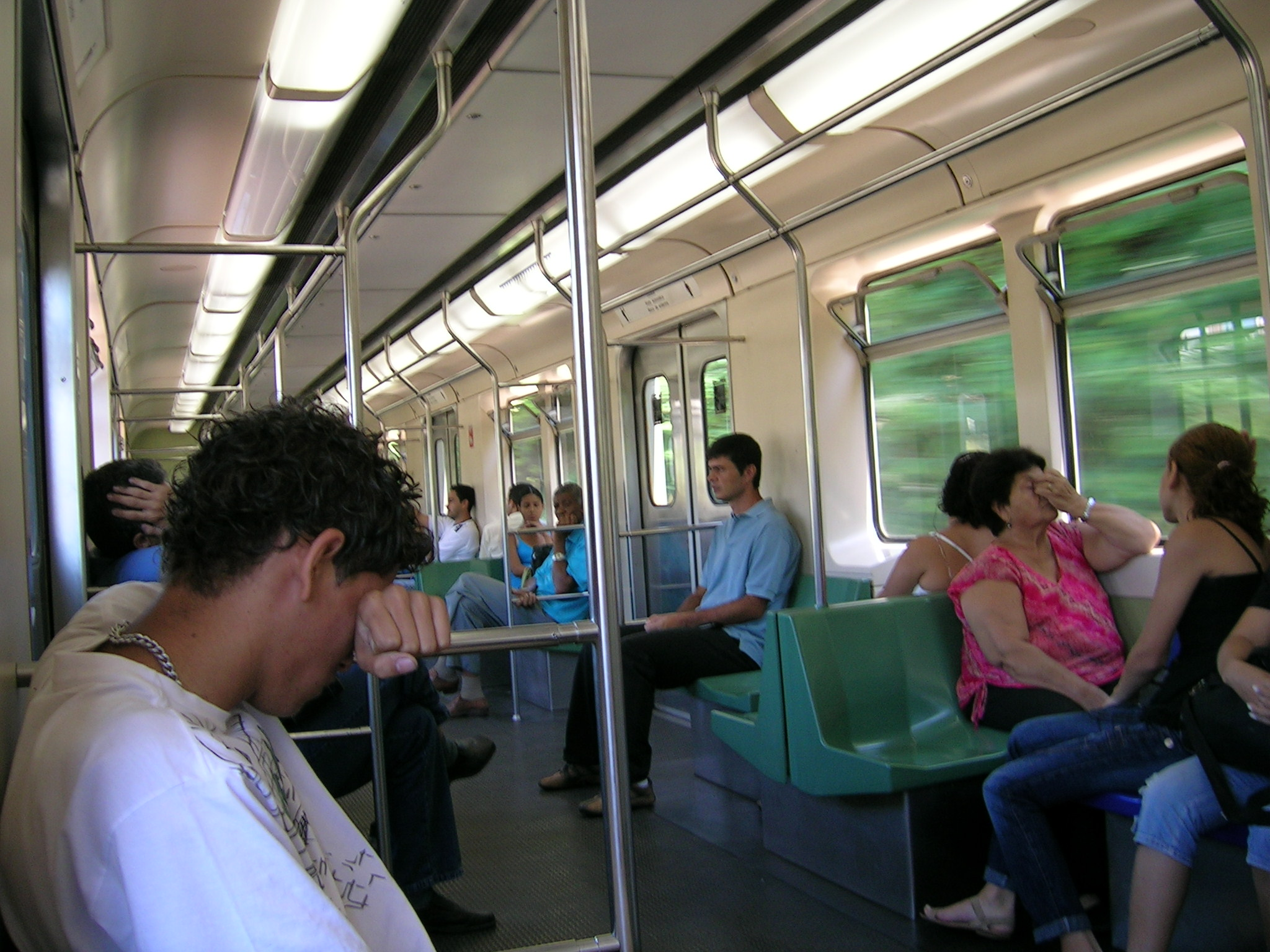
Wnętrze wagonu kolejki metra w Belo Horizonte

Metro w Belo Horizonte (port. Metrô de Belo Horizonte) – system szybkiej kolei miejskiej w Belo Horizonte w Brazylii. System posiada jedną linię, która liczy 28,2 km długości, ma 19 stacji oraz obsługuje 160 tys. pasażerów dziennie. Planowana jest budowa dwóch dodatkowych linii. 

## Historia
Pierwsza linia metra została otwarta 1 sierpnia 1986 roku. Liczyła 10,8 km i miała sześć stacji z trzema składami w użyciu. W 1987 roku linia została wydłużona do stacji "Centrum" oraz dodano dwa składy. Reszta pociągów została włączona do użytkowania w 1990 roku. Teraz ich liczba wynosi 25.